# فیلیپ مارتینز
فیلیپ مارتینز (به انگلیسی: Philippe Martinez) یک تهیه‌کننده فیلم، کارگردان، فیلم‌نامه‌نویس، و رئیس سابق تئاتر اودئون در مارسی است.

## گزیده آثار کارگردانی
- حکم شهروندی (۲۰۰۳)
- برخاسته از مرگ (۲۰۰۴)
- آزمایش هرج و مرج (۲۰۰۹)
- ویکتور (۲۰۱۴)
- فرمانده ارشد (۲۰۱۹)
- کریسمس در کارائیب (۲۰۲۲)